# ミカエル・アルフォンス
ミカエル・アルフォンス (Mickaël David Alphonse, 1989年7月12日 - ) は、フランス出身のサッカー選手。ポジションはDF。ACアジャクシオ所属。グアドループ代表。

## 経歴
彼のキャリアはフランスアマチュア選手権のルアン＝キュイゾーFCで始まった。2007年9月7日の対ポーFC戦においてヒシャム・エロウアーリとの交代でデビューした。2008年11月7日、対ASシェルブール戦で2得点を挙げ、2-1で勝利した。これが彼の最初のリーグでのゴールである。
2016年7月、FCソショーと2年契約を結んだ。2018年7月、ディジョンFCOに3年契約で移籍。自身初のリーグ・アンでの戦いとなる。
2020年8月21日、アミアンSCに移籍した。
2022年2月3日、イスラエルのマッカビ・ハイファFCと1年契約を結んだ。
2022年7月1日、ACアジャクシオへ完全移籍。